# 盛岡市立北陵中学校
盛岡市立北陵中学校（もりおかしりつほくりょうちゅうがっこう）は、滝沢市にある公立の中学校である。

## 沿革
以下の注釈にない限り、公式ページより引用。
- 1972年（昭和47年）4月 - 開校。
- 1975年（昭和50年）2月 - 校歌を制定。
- 1981年（昭和56年）11月 - 開校10周年記念式典挙行。
- 1983年（昭和58年）12月 - 普通教室、技術室、準備室を増設。
- 1984年（昭和59年）7月 - 音楽室、図書室、職員室を増設。
- 1993年（平成5年）8月 - 開校20周年記念式典挙行。
- 2001年（平成13年）11月 - 開校30周年記念式典挙行。
- 2011年（平成23年）10月30日 - 開校40周年記念式典挙行[2]。
- 2021年（令和3年）10月21日 - 開校50周年記念式典挙行（盛岡市民文化ホール）[3][4][5][6][7]。

## 校歌
作詞：渡辺正治、作曲：季村正輔

## 学区
- 青山4丁目
- 厨川1丁目・2丁目・3丁目・4丁目・5丁目
- 下厨川
- みたけ1丁目・2丁目・3丁目・4丁目・5丁目・6丁目
- 月が丘1丁目・2丁目・3丁目

## 生徒数
- 2018年（平成30年）5月1日現在、1年生154人（5学級）、2年生182人（6学級）、3年生189人（６学級）、特別支援学級16人（３学級）、合計541人となっている。[要出典]